# Drumul Găzarului
Drumul Găzarului  este o stradă din orașul București, România, care face legătura între Bulevardul Constantin Brâncoveanu și Șoseaua Giurgiului. Aceasta este situată în sudul capitalei, în cartierul Berceni. Strada preia un volum semnificativ de trafic și-l direcționează spre Cartierul Giurgiului ori Berceni. Volumul crescut este datorat faptului că zeci de blocuri de 4 etaje se află în spațiul din imediata apropiere a drumului, mai exact între Strada Tătulești (vest), Bulevardul Constantin Brâncoveanu (est) și Strada Reșita (sud).